# Віллі Гарсон
Вільям Гарсон Пасзамант (англ. William Garson Paszamant; більш відомий як Віллі Гарсон англ. Willie Garson (20 лютого 1964 , Гайленд-Парк, Нью-Джерсі  — 21 вересня 2021 , Лос-Анджелес, Каліфорнія ) — американський актор.

## Біографія

### Юність
Гарсон народився 1964 року в містечку Хайленд-Парк в Нью-Джерсі . Відвідував школу Camp Wekeela в Хартфорді в штаті Мен протягом 11 років. Здобув ступінь в університеті Весліна, навчався в Єльській Школі Драми.

### Кар'єра
Знявся в більш ніж 50 фільмах, як правило, грав невеликі ролі. Найбільш відомий за ролями Стенфорда Блетч в серіалі HBO «Секс і місто» і Моззі в серіалі «Білий комірець». Виконав невелику епізодичну роль у культовому серіалі 1990-х років "Твін Пікс " (20-а серія, 2-й сезон), а також в серіалах «Друзі» (15-а серія, 5-й сезон), «Цілком таємно» (3-й сезон 7-а серія і 7-й сезон, 6-а серія), «Квантовий стрибок» (1-а серія 5-й сезон, в ролі молодого Лі Харві Освальда) та CSI: Місце злочину (4-й сезон 5-а серія, в ролі Барта Сіммонса або «Сексі»).

### Особисте життя
У 2009 році усиновив семирічного хлопчика Нейтана (нар. 2001). Незважаючи на те, що Гарсон грав відкритого гея в серіалі «Секс і місто», він був гетеросексуалом.

### Смерть
Гарсон помер 21 вересня 2021 року на 58-у році життя від раку підшлункової залози. Його смерть була підтверджена його сином.

## Фільмографія
| Рік                                                       | Назва українською                 | Оригінальна назва                       | Роль                                       | Примітки |
| --------------------------------------------------------- | --------------------------------- | --------------------------------------- | ------------------------------------------ | -------- |
| 1987                                                      | Ціна життя                        | The Price of Life                       | батько                                     |          |
| 1989                                                      | Військо Беверлі-Гіллз             | Troop Beverly Hills                     | Брюс                                       |          |
| 1990                                                      |                                   |                                         |                                            |          |
| Коли помирає мозок                                        | Brain Dead                        | член правління                          |                                            |          |
| Пригоди Форда Ферлейна                                    | The Adventures of Ford Fairlane   | Фрет Бой                                |                                            |          |
| Рецидив                                                   | Repossessed                       | студент-ботанік                         |                                            |          |
| 1991                                                      | Гонки по колу                     | Across the Tracks                       | продавець                                  |          |
| 1991                                                      | Мильна аіна                       | Soapdish                                |                                            |          |
| 1991                                                      | Гангстери                         | Mobsters                                | телефонний оператор                        |          |
| 1992                                                      | Рубі                              | Ruby                                    | Лі Гарві Освальд                           |          |
| 1993                                                      | День бабака                       | Groundhog Day                           | помічник Філа Кенні                        |          |
| 1993                                                      | Неприборкане серце                | Untamed Heart                           | Петсі                                      |          |
| 1993                                                      | Коли вечір закінчиться            | When the Party's Over                   | Вік Монтана                                |          |
| 1993                                                      | Світанок                          | Daybreak                                | Саймон                                     |          |
| 1994                                                      |                                   | Cityscrapes: Los Angeles                | Джон                                       |          |
| 1994                                                      | Чорні вівці                       | Black Sheep                             | Ентоні Гіфойл                              |          |
| 1994                                                      | Джад Нельсон                      | Judd Nelson                             | Боб                                        |          |
| 1994                                                      | Безмовний                         | Speechless                              | Дік                                        |          |
| 1995                                                      | Чим зайнятися мерцю в Денвері     | Things to Do in Denver When You're Dead | Гуффі                                      |          |
| 1995                                                      | Туга петля                        | The Tie That Binds                      | Рей Тентон                                 |          |
| 1996                                                      | Наодинці в лісі                   | Alone in the Woods                      | Лайл                                       |          |
| 1996                                                      | Доля Марті Файна                  | The Destiny of Marty Fine               | Джек                                       |          |
| 1996                                                      | Скеля                             | The Rock                                | Френсіс Рейнольдс                          |          |
| 1996                                                      | Королі боулінгу                   | Kingpin                                 | викрадач гаманця                           |          |
| 1996                                                      | Марс атакує!                      | Mars Attacks!                           | хлопець                                    |          |
| 1998                                                      | Дещо про Мері                     | There's Something About Mary            | Доктор Зіт Фейс / товариш у середній школі |          |
| 1998                                                      | Жити на повну                     | Living Out Loud                         | людина в ліфті                             |          |
| 1999                                                      | Передмістя                        | The Suburbans                           | Крейг                                      |          |
| 1999                                                      | Бути Джоном Малковичем            | Being John Malkovich                    | хлопець у ресторані                        |          |
| 1999                                                      | Грати в кістки                    | Play It to the Bone                     | Каппі Каплан                               |          |
| 2000                                                      | Наші губи запечатані              | Our Lips Are Sealed                     | агент Норм                                 |          |
| 2000                                                      | Фортеця 2: Повернення             | Fortress 2                              | Стенлі Нусбаум                             |          |
| 2000                                                      | З якої планети ви?                | What Planet Are You From?               | Бретт                                      |          |
| 2001                                                      | Вийшло холодно                    | Out Cold                                | Тед Мунц                                   |          |
| 2002                                                      | Блиск                             | Luster                                  | Сонні Спайк                                |          |
| 2003                                                      |                                   |                                         |                                            |          |
| Шалена п'ятниця                                           | Freaky Friday                     | Еван                                    |                                            |          |
| Чинник страху, або Лорі перемагає страх перед ескалатором | A Problem with Fear               | Ерін                                    |                                            |          |
| 2004                                                      |                                   |                                         |                                            |          |
| Побачення інших людей                                     | Seeing Other People               | підозрілий хлопець-інвалід              | короткий метр                              |          |
| Таємниці минулого                                         | House of D                        | агент з продажу квитків                 |                                            |          |
| 2005                                                      | Бейсбольна лихоманка              | Fever Pitch                             | Кевін (лікар)                              |          |
| 2005                                                      | Між небом і землею                | Just like Heaven                        |                                            |          |
| 2005                                                      | Маленький Манхеттен               | Little Manhattan                        | Ральф                                      |          |
| 2006                                                      | Дякую небесам                     | Thank Heaven                            | Грант Стронг                               |          |
| 2006                                                      | Телевізор                         | The TV Set                              | Браян                                      |          |
| 2006                                                      | Капітан Зум. Академія супергероїв | Zoom                                    | Дікк                                       |          |
| 2008                                                      |                                   | Beau Jest                               | Джоел Голдман                              |          |
| 2008                                                      | Секс і місто                      | Sex and the City                        | Стенфорд Блатч                             |          |
| 2009                                                      | Веселка Шеннон                    | Shannon's Rainbow                       | Річард                                     |          |
| 2009                                                      | Тимчасово вагітна                 | Labor Pains                             | Карл                                       |          |
| 2010                                                      | Попіл Ешлі                        | Ashley's Ashes                          | Лімус                                      |          |
| 2010                                                      | Секс і місто 2                    | Sex and the City 2                      | Stanford Blatch                            |          |
| 2012                                                      |                                   | Fops                                    | Король                                     | короткий |
| 2012                                                      | Periods.                          |                                         |                                            |          |
| 2014                                                      | Алея сорому                       | Walk of Shame                           | Ден Карлін                                 |          |
| 2017                                                      | Король польки                     | The Polka King                          | Лонні                                      |          |
| 2017                                                      | Подача                            | Feed                                    | містер Брек                                |          |
| 2019                                                      | 7 днів до Вегаса                  | 7 Days to Vegas                         | Денні                                      |          |
| 2020                                                      |                                   | The Bellmen                             | Алан                                       |          |
| 2020                                                      | Чарівний табір                    | Magic Camp                              | менеджер казино                            |          |